# Arambala
Arambala è un comune del dipartimento di Morazán, in El Salvador.